# كليسا (أذربيجان الغربية)
كليسا هي قرية في مقاطعة خوي، إيران. عدد سكان هذه القرية هو 20 في سنة 2006.